# Different Stylee
I Different Stylee sono stati un gruppo musicale italiano, formatisi a Bari nel 1983. Sono stati uno dei primi gruppi musicali reggae italiani. 

## Storia
Attivi attraverso gran parte degli anni '80, hanno pubblicato due EP in vinile, raggiungendo una discreta popolarità a livello nazionale. Il loro roots reggae e dub degli esordi, già molto originale e trasgressivo nella scena musicale italiana dell'epoca, si è evoluto poi verso un inedito "reggae mediterraneo". La band si è sciolta nel 1991.
Sono stati l'unico gruppo italiano ad essere inserito in Reggae Around the World, raccolta antologica pubblicata dall'etichetta statunitense Ras Records, nella quale compaiono gruppi quali Alpha Blondy e Natural-ites.

### Primo periodo formativo (1980-1983)
Il primo nucleo della band si forma intorno al 1980, composto da Antonella Di Domenico (basso), Enrico Trillo (batteria), Sandro Biallo (tastiere), Mimmo Pizzutilo (chitarra). Sono tutti autodidatti poco più che ventenni, che imparano a suonare insieme spinti dall’urgenza di esprimere la loro grande passione verso un genere musicale nato dalle classi più povere in Giamaica, che si trovava al culmine di un forte sviluppo creativo e internazionalizzazione. Il reggae, molto marginale nella scena italiana dell’epoca, era vissuto dai componenti dei Different Stylee come uno stile di vita, una controcultura in continuità con i movimenti sociali degli anni ’70.
Nel 1983 il gruppo partecipa all’occupazione del centro sociale “Giungla” a Bari, insieme a vari gruppi punk locali, che offre ai Different lo stimolo per le prime esibizioni pubbliche dal vivo.
L’ingresso nella band di Gianluca Iodice, multistrumentista e compositore, rappresenta l’inizio di una continua evoluzione creativa e maturazione, che formerà l’identità “different” negli anni successivi. Aderiscono in questo periodo anche Lello Monaco (trombone), Michele Tataranni (tromba), Nico Caldarulo (percussioni), Amedeo Vox (fonico) che rimarranno stabilmente nella band negli anni successivi. Altri ospiti occasionali in questa fase sono il senegalese Ibou Mboye (percussioni e voce) e Patrizia Ingannamorte (voce).

### Ribalta nazionale (1984-1986)
L’attivismo ed i contatti con altri appassionati di reggae in Italia, con giornalisti come Giorgio Battaglia di Rockstar e Gianni Galli di Rockerilla, e con importatori di dischi (Concerko), oltre alle fanzine autoprodotte Rebel Soul e Ital Reggae, comincia a far girare il nome dei Different Stylee nella primordiale scena reggae italiana dell’epoca.
Nel 1984 esce il primo demo-tape autoprodotto dei Different Stylee, realizzato con un registratore a quattro piste nel locale in cui provano. 
Nello stesso anno un gruppo di musicisti e organizzatori romani, capeggiati da Marco Provvedi e Fernando Pallone, organizza nel Teatro Tenda a Strisce a Roma un Tributo a Bob Marley a cui partecipano quattro gruppi reggae italiani: Different Stylee (da Bari), Jah Children Family Band (da Catania), Puff Bong (da Venezia), Irie (da Milano). L’esibizione dei Different ha un forte impatto sul pubblico, sorprendendo gli addetti ai lavori e giornalisti presenti con uno show frutto di una lunga pratica e ascolto del dub più d’avanguardia dell’epoca.
Il successivo reportage e intervista su Rockerilla alimentano il passaparola e la curiosità sulla scena nazionale, e le crescenti richieste di concerti un po’ in tutta Italia. Una rapida escalation che porta la band barese ad aprire concerti di grandi del reggae come Burning Spear, Barrington Levy, Misty in Roots, Aswad, Black Uhuru.
Il 1986 è l’anno della prima esperienza discografica: Mini Album Dubwize è un LP autoprodotto dai Different Stylee e contiene 7 tracce: una canzone, due brani strumentali (Giada e Spliff-A-Dub) e  quattro versioni dub. Il testo della canzone Mr Babylon, in inglese, rappresenta una perfetta sintesi tra l’immaginario rasta afrocaraibico del reggae e la sensibilità ecologista anticapitalista occidentale dei Different. 
Durante la registrazione in studio, l’incidente nucleare di Chernobyl avviene in un periodo di lotte antinucleari e fra tensioni internazionali nelle fasi finali della guerra fredda. Il contrasto fra questi segnali di morte e l’energia vitale della micro-comunità nella villa in cui la band vive insieme, diventa il tema del disco. Sulla copertina la foto della band appare al centro fra un’immagine di soldati con le maschere antigas ed il primo piano di una bambina: è Giada, la primogenita neonata di Gianluca e Daniela.
Il disco viene mixato a Londra dal tecnico del suono giamaicano Bertie Stammer, che crea anche le versioni dub. Anche grazie al suo tocco, Mini Album Dubwize è diventato un disco di culto, tuttora ricercato da collezionisti e amanti del genere.

### Reggae mediterraneo e world music (1987-1991)
L’esordio discografico ottiene recensioni e visibilità sulla stampa nazionale specializzata, e fa crescere l’attenzione sulla band che entra nel suo periodo più prolifico e creativo. Il live show viene continuamente sviluppato con un'intensa produzione di nuovi brani musicali e arrangiamenti, e con l’inserimento di momenti più teatrali. La musica dei Different Stylee comincia ad accentuare il carattere world con l’inserimento di sonorità latinoamericane e della tradizione napoletana.
Il risultato di questi esperimenti è evidente nella seconda uscita produzione discografica, un singolo 12” con i brani Serenata e Spread your Love autoprodotto nel 1988. Con questo disco ormai la critica è unanime nel parlare di “reggae mediterraneo”, ed il brano viene scelto dall’etichetta statunitense RAS Records per rappresentare l’Italia nell’album MИP: Reggae From Around The World, una compilation di musica reggae internazionale. 
Dopo un'apparizione sulla TV nazionale, nella trasmissione Jeans2 su Rai Tre, i Different Stylee partecipano alla Biennale dei Giovani Artisti dell'Europa e del Mediterraneo a Bologna nel dicembre 1988 e incidono il brano Fines de Otono per la compilation che raccoglie tutti i gruppi della manifestazione in un triplo LP. Nella formazione si sono intanto aggiunti stabilmente Giancarlo Iodice (tastiere) e Teresa Vallarella (backing vocals).
Man mano che finisce il decennio degli anni ottanta, la band diventa stilistamente sempre meno confinabile nei canoni del reggae, mentre cominciano a formarsi ed emergere i gruppi che diventeranno protagonisti di una nuova scena reggae italiana nei novanta: Africa Unite, Pitura Fresca, Sud Sound System.
Nel 1991 i Different Stylee si sciolgono come conseguenza di attriti personali fra i componenti. Fra le esperienze musicali successive che avranno gli ex membri del gruppo come protagonisti: Rosapaeda, Suoni Mudù, I&I Project Sound System, Faraualla.

## Formazione
- Antonella Di Domenico
- Enrico Trillo
- Gianluca Iodice
- Lello Monaco
- Mimmo Pizzutilo
- Nico Caldarulo
- Sandro Biallo

## Discografia

### Album in studio
- 1986 - Mini Album Dubwize

### Singoli
- 1988 - Serenata/Spread your love

### Partecipazioni
- 1988 - AA.VV. MИP: Reggae From Around The World
- 1989 - AA.VV. Soul Makossa Nr. 1
- 1989 - AA.VV. Biennale ’88